# Keshavapura, Ramanagara
Keshavapura là một làng thuộc tehsil Ramanagara, huyện Ramanagara, bang Karnataka, Ấn Độ.